# 1K ZX Chess
1K ZX Chess — компьютерная шахматная программа 1982 года (с недостающими тремя правилами) для нерасширенной версии Sinclair ZX81.

## Описание
1K ZX Chess использует только 672 байт оперативной памяти, но реализует большинство шахматных правил (не хватает рокировки, превращения пешек и взятия на проходе) и соперника, за которого играет компьютер. Это была самая маленькая реализация шахматной программы для ЭВМ, пока это место в январе 2015 года не заняла программа BootChess, хоть её искусственный интеллект и слабее, чем у 1K ZX Chess. Программа всегда играет за белых и делает только один из двух дебютных ходов, в зависимости от того, какая сторона кассеты использовалась для загрузки: игра начинается либо ходом королевской пешки на e3 (дебют Ван-Круйса), либо ферзевой пешкой d3 (дебют Мизеса). 1K ZX Chess просчитывает только один ход соперника и очень любит двигать ладью a1-a2 и обратно. Чтобы прервать этот цикл нужно атаковать поле a2.
Её разработчик, Дэвид Хорн, рассказывая про 1K ZX Chess, опубликовал полный исходный код в серии статей в журнале Your Computer 1982 и 1983 годах.